# Matheus Carvalho
Matheus Thiago de Carvalho, dit Matheus Carvalho, né le 11 mars 1992 à Niteroi, est un footballeur brésilien qui évolue au poste d'attaquant.

## Biographie

### En club
Le 31 janvier 2015, Matheus Carvalho est prêté par le club de l'Atlético da Barra da Tijuca à l'AS Monaco jusqu'à la fin de la saison.
Il fait sa première apparition avec Monaco le 11 février 2015 pour un matchs de Coupe de France  face à Rennes en remplaçant Anthony Martial à la 87e minute. Peu convaincant, il n'est pas conservé par le club monégasque.
De retour au Brésil, il ne joue aucun match avec l'Atlético da Barra da Tijuca jusqu'à la fin de son contrat en décembre 2015. Le 8 février 2016, il rejoint les Strikers de Fort Lauderdale en NASL mais il n'y reste que cinq mois, son contrat étant résilié le 7 juillet.

## Statistiques détaillées
| Saison                | Club                     | Championnat           | Championnat | Championnat | Coupe nationale | Coupe nationale | Coupe de la Ligue | Coupe de la Ligue | Compétition(s) continentale(s) | Compétition(s) continentale(s) | Compétition(s) continentale(s) | Ligue régionale | Ligue régionale | Total | Total |
| Saison                | Club                     | Division              | M.          | B.          | M.              | B.              | M.                | B.                | Comp.                          | M.                             | B.                             | M.              | B.              | M.    | B.    |
| 2011                  | Fluminense               | Série A               | 8           | 1           | 0               | 0               | -                 | -                 | -                              | -                              | -                              | 0               | 0               | 8     | 1     |
| 2012                  | Fluminense               | Série A               | 8           | 0           | 0               | 0               | -                 | -                 | CL                             | 0                              | 0                              | 5               | 2               | 13    | 2     |
| 2013                  | Joinville (prêt)         | Série B               | 5           | 0           | 3               | 0               | -                 | -                 | -                              | -                              | -                              | 10              | 4               | 18    | 4     |
| 2014                  | Fluminense               | Série A               | 2           | 1           | 0               | 0               | -                 | -                 | CS                             | 0                              | 0                              | 0               | 0               | 2     | 1     |
| Sous-total            | Sous-total               | Sous-total            | 23          | 2           | 3               | 0               | -                 | -                 | -                              | 0                              | 0                              | 15              | 4               | 41    | 6     |
| 2014-2015             | AS Monaco (prêt)         | Ligue 1               | 8           | 1           | 2               | 0               | 0                 | 0                 | C1                             | 2                              | 0                              | 0               | 0               | 12    | 1     |
| Sous-total            | Sous-total               | Sous-total            | 8           | 1           | 2               | 0               | 0                 | 0                 | -                              | 2                              | 0                              | 0               | 0               | 12    | 1     |
| 2016                  | Fort Lauderdale Strikers | NASL                  | 6           | 1           | 2               | 0               | -                 | -                 | -                              | -                              | -                              | -               | -               | 8     | 1     |
| Sous-total            | Sous-total               | Sous-total            | 6           | 1           | 2               | 0               | -                 | -                 | -                              | -                              | -                              | -               | -               | 8     | 1     |
| Total sur la carrière | Total sur la carrière    | Total sur la carrière | 37          | 4           | 7               | 0               | 0                 | 0                 | -                              | 2                              | 0                              | 15              | 4               | 61    | 8     |

## Palmarès

### En club
| - Fluminense - Championnat du Brésil - Vainqueur : 2012. - Championnat de Rio de Janeiro de football (Campeonato Carioca) - Vainqueur : 2012. - Coupe Guanabara - Vainqueur : 2012 |  | - Joinville - Coupe de Santa Catarina - Vainqueur : 2013 |